# Heinkel He 46
O Heinkel He 46 foi uma aeronave desenvolvida pela Heinkel, na Alemanha. Um avião de reconhecimento monoplano monomotor, serviu a Luftwaffe até aos primeiros meses da Segunda Guerra Mundial, quando foi substituído por outras aeronaves mais modernas.
Foi usado pela Legião Condor na Guerra Civil Espanhola, e pela Força Aérea da Hungria, até ao final da Segunda Guerra Mundial.